# Raceland (Kentucky)
Raceland es una ciudad ubicada en el condado de Greenup, Kentucky, Estados Unidos. Según el censo de 2020, tiene una población de 2343 habitantes.

## Geografía
La ciudad está ubicada en las coordenadas 38°32′15″N 82°44′20″O / 38.53750, -82.73889. Según la Oficina del Censo de los Estados Unidos, Raceland tiene una superficie total de 6.42 km², correspondientes en su totalidad a tierra firme.

## Demografía
Según el censo de 2020, hay 2343 personas residiendo en Raceland. La densidad de población es de 365,2 hab./km². El 95.6% son blancos, el 0.6% son afroamericanos, el 0.3% son amerindios, el 0.2% son asiáticos, el 0.4% son de otras razas y el 3% son de dos o más razas. Del total de la población el 0.5% son hispanos o latinos de cualquier raza.